# Їржина Кадлецова
Їржина Кадлецова (чеськ. Jiřina Kadlecová, 1 червня 1948) — чеська хокеїстка на траві.
Срібна призерка Олімпійських Ігор 1980 року.